# El fotógrafo de La 40
El fotógrafo de la 40 es un documental dominicano que se estrenó en 2024, dirigido por Erika Santelices y Orlando Barría. La película narra la historia de Pedro Aníbal Fuentes Berg, un fotógrafo que fue obligado a tomar imágenes de los prisioneros torturados en la cárcel clandestina conocida como "La 40" durante la dictadura de Rafael Leónidas Trujillo (1930-1961).  [cita requerida]

## Sinopsis
El documental se centra en la figura de Pedro Aníbal Fuentes Berg, quien, en su rol de fotógrafo, fue forzado por el régimen de Trujillo a documentar visualmente a los prisioneros que pasaban por el centro de tortura y detención "La 40". A lo largo de la película, se revela que, en un acto de valentía y resistencia, Fuentes Berg logró sacar algunas copias de estas fotografías de la cárcel. Estas imágenes, que sirvieron como evidencia de las atrocidades del régimen, se convirtieron en un instrumento crucial para la denuncia internacional de las violaciones de derechos humanos que ocurrían en la República Dominicana.
El documental  utiliza estas fotografías y testimonios para reconstruir la historia de las víctimas, honrando su memoria y destacando el papel fundamental de la fotografía como herramienta de verdad y justicia frente a la opresión.

## Premios y selecciones
VI Premio de la Crítica Cinematográfica, Adopresci
- Ganador Mejor Documental  [3]

13th Dominican Film Festival in New York
- Ganador Mejor Documental  [4]

XV Puerto Rico Film Festival
- Ganador Mejor Documental Internacional  [5]

Festival de Cine Global Santo Domingo
- Ganador Mención de Honor Mejor Ópera Prima Documental  [6]

Vieques International Human Rights Film Festival (FCDHV)
- Official Selection  [7]

Premios Platino
- Preselección en categorías “Mejor Documental” y “Premio Platino al Cine y Educación en Valores”  [8]

Festival Internacional del Nuevo Cine Latinoamericano de La Habana
- Selección Oficial Categoría Póster

18 Muestra de Cine Iberoamericano (Santiago, Chile)
- Selección Oficial  [9]

Muestra de Cine Imagen de la Memoria (Medellín, Colombia)
- Selección Oficial

12th Liberation DocFest Bangladesh  (Dhaka, Bangladesh)
- Official Selection

Caribbean Tales International Film Festival (Toronto, Canadá)
- Official Selection  [10]

Resistimos: Festival de Cine Documental (D.F., México)
- Selección Oficial

10th Atlantic International Film Festival (Barranquilla, Colombia)
- Official Selection

III Muestra de Cine Caribeño 2024 ( Santiago, Cuba)
- Selección Oficial

## Estreno
La película se estrenó el 1 de febrero de 2024, en el marco del Festival de Cine Global de Santo Domingo, donde fue reconocida con una mención de honor en la categoría Mejor Ópera Prima Documental.
Posteriormente, a partir del 28 de marzo de 2024 se exhibió en las salas comerciales de Caribbean Cinemas, incluyendo los cines de Fine Arts Novo Centro, Downtown Center y Blue Mall.
El documental fue ganador del los fondos Fonprocine, que entrega la Dirección General de Cine de República Dominicana.

## Crítica y recepción
José Rafael Sosa, crítico de cine en Acento:
- “Santelices y Barría entregan un producto digno, con enorme sentido de su ritmo emocional. Los directores juegan con esos elementos y los usan como hilos conductuales, haciendo del cine, un arte que comunica”… “Estamos ante una obra de arte intimista, elaborada con sentido en cada escena, con que comporta un elevado sentido patriótico, y que nos resitúa frente a la necesidad de fortalecer el cine histórico” [12]

Félix Manuel Lora, crítico de cine en CinemaDominicano:
- “Erika y Orlando, tomando las herramientas que otorga el lenguaje documental, ofrecen el más importante hallazgo de extraer de la memoria histórica un evento y un personaje que tuvo la valiente decisión de revelar, ante los ojos del mundo, unos de los hechos más horrorosos que caracterizó a la dictadura trujillista. El fotógrafo de La 40 es un documental informativo, conmovedor y reflexivo, buscando arrojar luz sobre un período oscuro de la historia dominicana”. “El relato que surca El fotógrafo de La 40 es el compromiso asumido por Erika y Orlando de hurgar en una historia no contada hasta el momento” [13]

Marc Mejía, crítico de cine en Cinemafórum:
- “Este documental nos adentra en el corazón mismo de la resistencia y la lucha por la verdad”. “Gracias a una buena edición, una buena musicalización y las entrevistas que se hacen, más las imágenes que se consiguieron, todo esto hace que el documental pase de una manera donde mueve los sentidos. Te lleva, te sube, te baja. Te mantiene todo el tiempo atento a la historia y concentrado a lo que está mostrando. Es un trabajo que se nota que está bien investigado, bien trabajado, bien producido y con un resultado extraordinario en la pantalla” [14]

## Banda sonora
La banda sonora original del documental "El fotógrafo de la 40" fue compuesta por el aclamado maestro Manuel Tejada, una figura prominente de la música dominicana con una extensa y laureada trayectoria. Conocido por haber ganado innumerables premios, incluidos Grammys, Tejada aportó su maestría para crear una partitura hermosa y emotiva. Su música juega un papel fundamental en la narrativa de la película, profundizando en la tragedia y la resistencia de los hechos históricos que se documentan. "La banda musical del maestro Manuel Tejada es mortalmente emotiva, que marca los puntos cruciales, al punto de erizar la piel con esas notas. El maestro Tejada tiene enorme responsabilidad en el impacto artístico y humano al estructurar un soporte", señaló el destacado crítico de cine, José Rafael Sosa 